# Астраханский вестник
Астраханский вестник — торгово-промышленная, политико-общественная и литературная газета, которая начала ежедневно издаваться в Астрахани с 1889 года. По словам редакции, газета должна была «честно и добросовестно служить родному краю». Собственницей издания была Н. Е. Алекторова.
В 1906 году превратилась в печатный орган партии кадетов. В 1918 перестала выходить.
Среди сотрудников газеты — писатель Е. Н. Чириков, П. М. Никольский, Б. А. Маркович, журналисты В. Л. Поляк, А. П. Подосенова. Редактор Ад. Ник. Штылько.
Бесплатные приложения: планы, чертежи, портреты, виды и моды.